# Dragonii gemeni
Dragonii gemeni (cunoscut și ca Shuang long hui) este un film de comedie de acțiune din Hong Kong din 1992, regizat de Ringo Lam⁠(d) și Tsui Hark⁠(d) și cu Jackie Chan în rolul dublu a doi frați gemeni identici despărțiți la naștere.

## Distribuție
- Jackie Chan — Ma Yau / Bok Min (John Ma / Boomer în versiunea americană)
- Maggie Cheung⁠(d) — Barbara
- Nina Li Chi⁠(d) — Tong Sum (Tammy în versiunea americană)
- Teddy Robin⁠(d) — Tarzan (Tyson în versiunea americană)
- Anthony Chan⁠(d) — angajat al hotelului
- Philip Chan⁠(d) ca managerul hotelului Chen
- Sylvia Chang⁠(d) — mama gemenilor
- James Wong — tatăl gemenilor
- Alfred Cheung⁠(d) — omul de încredere al șefului
- Jacob Cheung⁠(d) — casierul cafenelei
- Cheung Tung-jo⁠(d) — membru al orchestrei
- John Keung⁠(d) — agent de securitate al hotelului
- Chor Yuen⁠(d) — unchiul Tang (tatăl lui Tammy)
- Lau Kar-leung⁠(d) — medic
- Kirk Wong⁠(d) — Crazy Kung
- Wong Lung-wai⁠(d) — Wai
- Lai Ying-chow — Tsao
- Jamie Luk — Rocky
- John Woo — preot
- Tsui Siu-ming⁠(d) — preot
- Eric Tsang⁠(d) — bărbat care vorbește la telefon (Man on Phone în versiunea americană)
- David Wu — chelner
- Pa Shan — un bandit
- Ringo Lam⁠(d) — mecanic auto
- Ng Sze-yuen⁠(d) — mecanic auto
- Tsui Hark⁠(d) — mecanic auto
- Clifton Ko⁠(d) — proprietarul magazinului de articole sportive
- Tai Kit Mak

## Producție
Potrivit coregizorului Tsui Hark⁠(d), Ringo Lam⁠(d) s-a ocupat de majoritatea scenelor de acțiune din film. Acțiunea filmului se concentrează mai mult pe artele marțiale reale decât pe stilul de comedie obișnuit al lui Jackie Chan.